# Clube de Rugby do Técnico
O Clube de Rugby do Técnico é um clube português de rugby union.
O Técnico já conquistou 3 Campeonatos e 4 Taças de Portugal. Foi fundada em 1963, por quatro jogadores de rugby union e alunos da Associação dos Estudantes do Instituto Superior Técnico, Alfredo Santos, José Luis Steiger, José Metelo e Pedro Sousa Ribeiro.
No final dos anos 80, decidiu construir o seu próprio campo nas Olaias, deixando o Estádio Universitário de Lisboa onde jogava.
O CR Técnico tem equipas para todos os escalões etários, desde Sub 8 até Veteranos, incluindo 2 equipas seniores, uma equipa feminina e uma equipa de Touch Rugby.

## Honras
- Campeonato Nacional - Divisão de Honra :
  - Vencedor (3) : 1981, 1998, 2021
- Taça de Portugal de Rugby :
  - Vencedor (4) : 1969, 1971, 1973, 1994